# Marche supérieure
vers 720 – 1018
La Marche supérieure (en arabe : الثغر الأعلى, àṯ-Ṯàḡr al-Àʿlà, « frontière » ou « marche supérieure » ; en espagnol : Marca Superior) était une division administrative et militaire au nord-est d'al-Andalus, à la frontière des possessions chrétiennes des Pyrénées espagnoles – Marche d'Espagne et comtés catalans du royaume franc, puis de l'empire carolingien, royaumes de Navarre et d'Aragon. 
Ses limites coïncidaient approximativement à celles de l'ancienne  province romaine, puis wisigothe, de Tarraconaise, et comprenait le territoire de la vallée de l'Èbre, entre les côtes de la mer Méditerranée et les sources du Douro et du Tage, où commençait la Marche moyenne (en arabe : at-Tagr al-Awsat).

## Histoire
Les troupes musulmanes du califat omeyyade, menées par les généraux Tariq ibn Ziyad et Moussa Ibn Noçaïr, arrivent dans la vallée de l'Èbre au printemps 714, trois ans après leur traversée du détroit de Gibraltar et s'être emparé des villes de Cordoue, Séville, Tolède, puis León. L'occupation du territoire passe par la domination des plus importants centres urbains du royaume wisigoth, dont Saragosse fait partie. Il est probable que les généraux musulmans obtiennent dans la vallée de l'Ébre des accords de soumission et que la majorité de la population se soumette rapidement à leur arrivée et que, dans le cas des Juifs, ils l'espèrent, après des décennies de persécutions. Il n'est fait état d’une certaine résistance que dans la ville de Huesca. 
Après la conquête de Narbonne et de la Septimanie wisigothique entre 719 et 720, la résistance du duché d'Aquitaine et du royaume franc mettent un frein à la conquête musulmane – défaites devant Toulouse en 721 et près de Poitiers en 732. Les guerres civiles et les divisions internes au sein du califat mettent également un terme à l'expansion, et les territoires de la vallée de l'Èbre deviennent un territoire de frontière, qui prend le nom de Marche ou de Frontière supérieure. D'importants contingents d'Arabes yéménites sont installés dans la région afin d'en assurer la protection, particulièrement des Toujibides, qui fondent les villes de Calatayud et de Daroca.
Les populations de la Marche supérieure maintiennent une certaine autonomie vis-à-vis du gouverneur d'al-Andalus, qui réside à Cordoue, puis, à partir de 756, de l'émir omeyyade. En 778, le gouverneur musulman de Saragosse, Sulayman al-Arabi, cherche l'alliance du roi des Francs, Charlemagne, afin de le protéger du zèle annexionniste de Cordoue, qui échoue cependant à s'emparer de la ville et voit l'arrière-garde de son armée défaite à Roncevaux. 
À partir de cette date, Saragosse devient cependant le but d'affrontements des différentes factions et partis qui s'affrontent pour le contrôle de la Marche supérieure. Les trahisons, les révoltes et les intrigues se multiplient, dans un climat de tension entre les partisans de l'indépendance et les fidèles des émirs omeyyades de Cordoue. En 929, l'émir Abd al-Rahman III se proclame calife à Cordoue et exige la soumission totale des autres lignages musulmans de la péninsule. À Saragosse, le gouverneur décide de se révolter en 934. Au printemps 935, Abd al-Rahman III fait campagne contre lui et assiège Saragosse, sans pouvoir la prendre. Il revient en 937 et s'empare cette fois de la ville au mois de novembre, soumettant le reste de la Marche supérieure à son obéissance.
Au début du XIe siècle, le califat de Cordoue s'effondre et les différentes provinces d'al-Andalus se révoltent pour obtenir leur indépendance. En 1013, un membre du lignage des Toujibides, Moundir, reçoit le gouvernement de Saragosse et établit avec fermeté son pouvoir sur toute la Marche supérieure au point qu'en 1018 il se sent assez fort pour proclamer l'indépendance du nouveau royaume de Saragosse. Son fils Yahya (1023-1029) et son petit-fils Moundir II (1029-1038) lui succèdent.

## Géographie
Au XIe siècle, le géographe andalou al-Udri divise le territoire de la Marche supérieure en plusieurs coras :
- Barbitaniya : elle s'étendait sur la zone nord de l'actuelle province de Huesca, avec pour capitale Barbastro, et comprenait également les villes de Boltaña et d'Alquézar ;
- Washka : elle avait pour capitale Huesca et comprenait la forteresse de Bolea ;
- Larida : elle n'était pas très étendue et incluait les villes de Lérida, Mequinenza et Fraga ;
- Saraqusta : elle était politiquement et économiquement la cora la plus importante de la Marche supérieure. Sa capitale était la ville de Saragosse, et elle regroupait d'autres villes importantes : Zuera, Ricla, Muel, Belchite, Alcañiz et Calanda. Après la disparition du califat de Cordoue, elle devint la capitale d'un royaume de taifa, dont les limites correspondirent approximativement à celles de la Marche supérieure ;
- Qalat al-Ayyub : elle comprenait, outre la capitale Calatayud, les villes de Maluenda et Daroca ;
- Tutila : elle comprenait, autour de sa capitale, Tudela, la haute vallée de l'Èbre avec les villes de Tarazona et Borja, et s'étendait jusqu'à la province actuelle de La Rioja ;
- Barusa : la plus petite des coras du califat de Cordoue, elle était organisée autour de la vallée de la Piedra, avec Molina de Aragón pour capitale.